# Premi Crítica Serra d'Or de Recerca
El Premi Crítica Serra d'Or, en la categoria de Recerca és un guardó atorgat anualment per la revista Serra d'Or, editada per Publicacions de l'Abadia de Montserrat. Es tracta d'una distinció sense dotació econòmica, però que ha assolit un gran prestigi i renom en l'àmbit cultural català, i que premia obres de recerca publicades l'any anterior. Per tant, no es tracta d'un premi a persones o obres que s'hi hagin de presentar com a candidates, sinó que el jurat distingeix les obres que, dins l'àmbit cultural català, considera que en són mereixedores.

## Obres guardonades
- 2023 Seixantisme. L’esclat cultural català dels 60 (L'Avenç) de Marta Vallverdú (Humanitats)

Una empresa amb ànima. Lavola, 40 anys impulsant la sostenibilitat (Anthesis Lavola), de Pere Colomer i Roma (Ciències)
Consciència lingüística i consciència nacional a Catalunya durant la Renaixença (1833-1891) (PAMSA), d'Irmela Neu (Catalanística)
- 2022 Una cultura per al poble. El Congrés de Cultura Catalana i la modernització de la catalanitat (1975-1977) (Grup Enciclopèdia) de Mariona Lladonosa Latorre i Manuel Lladonosa i Vall-llebrera (Humanitats)

La nova geografia de la Catalunya postcovid (IEC), coord. per Jesús Burgueño (Ciències)
Segundo diccionario de los catalanes de México (IEC), de Gemma Domènech, Salomó Marquès, José M. Murià i Angélica Peregrina (Catalanística)
- 2021 Els comtats d'Urgell, Cerdanya i Berga, volum VIII (Humanitats). Ramon Ordeig

Natura, ús o abús? Llibre blanc de la gestió de la natura als Països Catalans (Altres ciències). Ramon Folch, Josep Peñuelas i David Serrat.
Manual of Catalan Linguistics (Catalanística). Joan A. Argenter i Jens Lüdtke.
- 2020 Corre, democràcia, corre. Manifestacions i repressió policial a la Catalunya de la Transició (1975-1980) (Humanitats). David Ballester i Manuel Vicente

150 anys de taules periòdiques a la Universitat de Barcelona (UB) (Antres ciències). Santiago Álvarez i Claudi Mans
Language attitudes, national identity and migration in Catalonia: "What the women hav to say" (Catalanística). Mandie Iveson
- 2019  L’impressor Rafael Figueró (1642-1726) i la premsa a la Catalunya del seu temps (Humanitats). Xevi Camprubí i Pla

Atles dels núvols de l’Observatori Fabra  (Altres ciències). Javier Martín-Vide i Alfons Puertas
Katalanische und Okzitanische Renaissance. Ein Vergleich Von 1800 Bis Heute (Catalanística). Georg Kremnitz
- 2018 Barcelona al servei del Nuevo Estado. Depuració a l'ajuntament durant el primer franquisme (Humanitats) Marc Gil
Atles dels ocells nidificants de Barcelona (Altres ciències) Institut Català d'Ornitologia
L'ambassadeur de la République des Lettres. Vie et oeuvres de Robert Robert i Casacuberta (1827-1873) (Catalanística) Julien Lanes Marsall
- 2017 Manuel Brunet. El periodisme d'idees a l'ull de l'huracà (Humanitats) Francesc Montero

Història de la Matemàtica: Egipte i Mesopotàmia i Història de la Matemàtica: Grècia I (Altres ciències) Josep Pla i Carrera
El plaer de llegir literatura catalana (Catalanística) Tilbert Dídac Stegmann
- 2016 Ramon Llull: vida i obres (Humanitats) Pere Villalba i Varneda

La ciència en la literatura. (Altres ciències). Xavier Duran
Mount Canigó. A tale of Catalonia (Catalanística). Ronald Puppo.
- 2015 La formació d'una identitat. Una història de Catalunya. (Humanitats). Josep Fontana

Noms de plantes. Corpus de Fitonímia Catalana. (Altres ciències), Joan Vallès (director), Joan Veny, Josep Vigo, M. Àngels Bonet, M. Antònia Julià i Joan Carles Villalonga.
- 2014 Francesc Pelai Briz: entre la literatura i l'activisme patriòtic. (Humanitats). Ramon Panyella i Ferreres

Devots i descreguts. Biologia de la religiositat. (Altres ciències). Adolf Tobeña
El temps en la poesia catalana contemporània. (Catalanística). Jad Hatem
- 2013 Literatura catalana i cinema mut. (Humanitats). Teresa Iribarren i Donadeu

Arrels germàniques de la matemàtica contemporània. (Altres ciències). Pilar Bayer, Jordi Guàrdia i Artur Travesa
La paraula arriscada de Ramon Llull. (Catalanística). Dominique de Courcelles
- 2012 Agricultura ecològica i sostenibilitat. (Altres ciències). Adriana Benet Mònico, coord.

Diccionari de la traducció catalana. (Humanitats). Montserrat Bacardí i Pilar Godayol
El diàleg en Ramon Llull. L'expressió literària com a eina apologètica (Catalanística). Roger Fredlein
- 2011 La intimitat de la matèria. (Altres ciències). Francesc Nicolau i Pous

Els anys del PSUC. El partit de l'antifranquisme 1976-1981). (Humanitats). Carme Molinero i Pere Ysàs
Contextos de Joan Brossa. L'acció, la imatge i la paraula. (Catalanística). John London
- 2010 L'onze de setembre. Història de la Diada (1886-1938). (Humanitats). Pere Anguera a títol pòstum

La Ciència en la Història dels Països Catalans (volum III). De l'inici de la industrialització a l'època actual . (Altres ciències). Joan Vernet i Ramon Parés
In the eye of the storm. (Catalanística). Sharon G. Feldman
- 2009 Pau Claris, líder d'una classe revolucionària. (Humanitats). Antoni Simon i Tarrés.

Els nostres naturalistes, volum 2. (Altres ciències). Josep M. Camarasa i Jesús Ignasi Català.
Prat de la Riba i la historiografia catalana. (Catalanística). Giovanni C. Cattini.
- 2008 Els poetes de l'escola mallorquina i l'Associació per la Cultura de Mallorca (Humanitats). Isabel Graña i Zapata.

El naixement d'una nova consciència. (Altres Ciències). Eudald Carbonell.
La memòria dels reis. Les quatre grans cròniques. (Catalanística). Stefano Maria Cingolani.
- 2007 La il·lusió occitana. (Humanitats). August Rafanell

Biografia del món. De l'origen de la vida al col·lapse ecològic. (Altres Ciències). Jaume Terradas
Un exilio horizontal. Pere Calders i México. (Catalanística). Carlos Guzmán Moncada
- 2006 Teatre, Guerra i Revolució a Barcelona, 1936-1939. (Humanitats), Francesc Foguet i Boreu

Química verda. (Altres ciències). Xavier Domènech
Classicisme i Renaixement: Una idea d'Itàlia durant el Noucentisme (Catalanística). Gabriella Gavagnin
- 2005 Els orígens medievals del paisatge català. Jordi Bolòs i Masclans

Els dèficits de la realitat i la creació del món. Ramon Lapiedra Civera
La solitud de la paraula. Francesco Ardolino
- 2004 Història del llibre manuscrit a Catalunya. Jesús Alturo i Perucho

Una ciutat en guerra. Lleida en la guerra civil espanyola (1936-1939). Joan Sagués San José.
El temps i el clima. Javier Martín Vide.
- 2003 Manuel Sanchis Guarner (1911-1981) Una Vida per al diàleg. Santi Cortés Carreres

El Montseny. Cinquanta anys d'evolució dels paisatges. Martí Boada
- 2002 Adrià Gual (1891-1902): Un teatre simbolista (Humanitats). Carles Batlle

Flora dels briòfits dels països catalans i molses. (Altres Ciències). Creu Casas. Montserrat Brugués. Rosa M. Cros
Estudis de Filologia valenciana (catalanística). Joseph Gulsoy
- 2001 Els Ajuntaments franquistes a Catalunya. Política i Administració Municipal (1938-1979). Martí Marín

La biologia a l'alba d'un nou mil·lenni. Jaume Bertranpetit
Reconeixement de la seva trajectòria investigadora i amb motiu de la publicació "Three Fifteenth-Century Valencian Poets" i de la reedició de "La poesia" de Joan Maragall. Arthur Terry
- 2000 Repressió política i coacció econòmica. Francesc Vilanova i Vila-Abadal

Escrits fonamentals sobre el segon principi de la termodinàmica. David Jou, editor científic
Història de la filla del rei d'Hungria e altri racconti catalani tardomedievali. Veroniza Orazi
- 1999 Història de la lingüística catalana 1775-1900. Pere Marcet i Salom i Joan Solà

Gaziel: vida, periodisme i literatura. Manuel Llanas
Ramon Llull i el naixement del lul·lisme. J.N. Hillgarth
- 1998 Els museus d'art de Barcelona: antecedents, gènesi i desenvolupament fins a l'any 1915. Andrea A. Garcia i Sastre.

Atles corològic de la flora dels Països Catalans, volums 6 i 7. Oriol de Bolòs i Capdevila (i col.)
Edició de l'Obra completa d'Ausiàs March. Robert Archer
- 1997 L'últim Cambó (1936-1947). La dreta catalanista davant la guerra civil i el primer franquisme. Borja de Riquer i Permanyer

Barcelona, ciutat de transició (1848-1868). El projecte urbà a través dels treballs de l'arquitecte Miquel Garriga i Roca Ferran Sagarra i Trias
Traducció de Curial e Güelfa i tota la tasca de catalanística. Bob de Nijs
Revista «L'Avenç» (Esment Especial) En ocasió del seu 20è. aniversari, per la seva tasca continuada d'alta divulgació de la recerca històrica
- 1996 Els catalans i el domini napoleònic. Maties Ramisa

De la traducció literal a la creació literària. Curt Wittlin
- 1995 El bisbe Morgades i la formació de l'Església catalana contemporània. Jordi Figuerola i Garreta

Ecologia del foc i regeneració en garrigues i pinedes mediterrànies. Christian Papió i Perdigó
Girona al segle XIV. Christian Guilleré
- 1994 Llengua, literatura i societat a la Mallorca contemporània. Josep Massot i Muntaner

Flora de Montserrat. Josep Nuet i Badia i Josep M. Panareda i Clopés
Estudis de gramàtica històrica. Joseph Gulsoy
- 1993 Falange, guerra civil, i franquisme. Joan M. Thomàs

Art romànic i feudalisme al Baix Llobregat. Montserrat Pagès i Paretas
L'astronomia de Jacob Ben David Bonjorn. Josep Chabàs i Bergon
Readers and Books in Majorca (1229-1550). J.N. Hillgarth
Arxiu de Tetxos Catalans Antics (Esment especial). Josep Perarnau i Espelt
- 1992 Robert Gerhard i la seva obra. Joaquim Homs i Oller

Estudis sobre Ramon Llull. Robert D.F. Pring-Mill
- 1991 D'Eiximenis a Sor Isabel de Villena i Edició Crítica de Tirant lo Blanc. Albert G. Hauf

Sprach - und nationalbewusstsein in Katalonien Während der Renaixença (1833-1891). Irmela Neu-Altenheimer
- 1990 Carles Riba (1893-1959). Jaume Medina

En els orígens de Catalunya: Emancipació política i afirmació económica. Michel Zimmermann
Catalunya 77-88. Fundació Jaume Bofill
- 1989 Esquerra Republicana de Catalunya, I. Maria-Dolors Ivern i Salvà

Sant Vicent Ferrer, Sermons, Volum VI. Gret Schib
Cançoner tradicional del Baix Camp i el Montsant. Gabriel Ferré, Salvador Rebés i Isabel Ruiz
- 1988 Pagesos, rabassaires i industrials a la Catalunya central (segles xviii i xix). Llorenç Ferrer i Alòs

Fauna dels briozous dels Països Catalans. Mikel Zabala i Limousin
Els menorquins de la Florida: Història, llengua i cultura. Philip D. Rasico
El "cavaller de Vidrà" (Esment especial). Ignasi Terrades i Saborit
- 1987 Història de les Institucions i del moviment cultural a Catalunya de 1900 a 1936. Alexandre Galí

Francesc Duran i Reynals (1899-1958), un investigador català de projecció internacional. Antoni Roca i Thomas F.Glick
El tapís de la creació, de la catedral de Girona (Esment especial). Pere de Palol i Salellas
La percepció del bosc. La Garrotxa com a espai viscut. Joan Nogué i Font
- 1986 Els vitralls medievals de l'església de Santa Maria del Mar. Joan Ainaud de Lasarte, Joan Vila-Grau i Maria Assumpta Escudero i Ribot

Selected Works of Ramon Llull. Anthony Bonner
- 1985 Teoria de la llengua segons Fabra. Xavier Lamuela i Josep Murgades

Els sistemes naturals de les Illes Medes. Joandomènec Ros i Aragonès, Ignasi Olivella i Josep M. Gili i Sardà
Tirante il Bianco. A.M. Annicchiarico, M.I. Indini, M. Majorano, V. Minervini, S.Panunzio i C. Zilli, amb pròleg de G.E. Sansone
- 1984 Estudi lingüístic de la metàfora en Màrius Torres. Montserrat Badia

Industrialització a Catalunya, 1960-1977. Centre d'Estudis de Planificació
Santiago Rusiñol (1861-1931). Heidi Johanna Roch
- 1983 Les Germanies als Països Catalans. Eulàlia Duran
- 1982 La vegetació dels Països Catalans. Ramon Folch i Guillén

Els bombardeigs de Barcelona durant la guerra civil (1936-1939). Joan Villarroya i Font
Jaume I i els valencians del segle xiii. Robert I. Burns
- 1981 Diccionari etimològic i complementari de la llengua catalana. Joan Coromines
- 1980 Quinze segles d'una família catalana. Martí de Riquer

Política Econòmica i territori a Catalunya. Francesc Roda
- 1979 El procés de formació nacional de Catalunya. Josep M. Salrach

Catalunya i l'imperi napoleònic. Joan Mercader
- 1978 Entre dos llenguatges. Joan Coromines
- 1977 Barcelona a mitjan segle XIX. Josep Benet i Casimir Martí
- 1976 Arxiu Vidal i Barraquer. Volum II. M. Arbeloa

Eivissa cartaginesa. Miquel Tarradell i Matilde Font
- 1975 El pensament econòmic a Catalunya. Ernest Lluch

Federalisme i Autonomia a Catalunya. J.A. Gonzàlez i Casanova
- 1974 Barcelona i la seva història. Agustí Duran i Sanpere
- 1973 Lliga catalana. Isidre Molas

## Jurats
Composició del jurat en la categoria de Recerca:
- 2012 Jaume Aulet, Manuel Castellet, Joan B. Culla, Manuel Jorba i Santiago Riera i Tuèbols.
- 2011 Jaume Aulet, Manuel Castellet, Joan B. Culla, Manuel Jorba i Santiago Riera i Tuèbols.
- 2010 Jaume Aulet, Manuel Castellet, Joan B. Culla, Manuel Jorba i Santiago Riera i Tuèbols.
- 2009 Jaume Aulet, Manuel Castellet, Joan B. Culla, Manuel Jorba i Santiago Riera i Tuèbols.
- 2008 Jaume Aulet, Manuel Castellet, Joan B. Culla, Manuel Jorba i Santiago Riera i Tuèbols.
- 2007 Jaume Aulet, Manuel Castellet, Joan B. Culla, Manuel Jorba i Santiago Riera i Tuèbols.
- 2006 Jaume Aulet, Manuel Castellet, Joan B. Culla, Manuel Jorba i Santiago Riera i Tuèbols.